# Carlos Arias Ortiz
Carlos Federico Arias Ortiz (Tierra Blanca, 14 de octubre de 1954) es un bioquímico mexicano especializado en virus gastrointestinales, como rotavirus y astrovirus.así como SARS- CoV- 2

## Biografía
Arias Ortiz tiene una licenciatura en farmacología y una maestría y un doctorado en investigación biomédica básica de la Universidad Nacional Autónoma de México (UNAM). Actualmente, trabaja para el Instituto de Biotecnología de la misma universidad.
De 1991 a 2006 fue becario de investigación internacional del Instituto Médico Howard Hughes.
Recibió el Premio Carlos J. Finlay de Microbiología 2001 y del Premio TWAS de Biología 2008 junto con su esposa, Susana López Charreton.